# Anemone scherfelii
Ne doit pas être confondu avec Pulsatilla alpina.
Espèce
Classification phylogénétique
Synonymes
- Anemone alba Kern.[1]
- Preonanthus scherfelii (Ullep.) Skalický[1]
- Pulsatilla alpina subsp. alba Zämelis & Paegle[1]
- Pulsatilla scherfelii (Ullep.) Skalický[1]

Anemone scherfelii, communément appelée Anémone d'Autriche ou Pulsatille d'Autriche, et nommée localement dans les Vosges Anémone du Hohneck, est une espèce de plantes herbacées vivaces de la famille des Renonculacées.